# Onimusha: Warlords
Onimusha: Warlords (鬼武者?, Onimusha) è un videogioco d'azione appartenente al genere survival horror sviluppato e pubblicato da Capcom nel 2001 per PlayStation 2 e successivamente per Xbox nel 2002 con una versione migliorata e più difficile intitolata Genma Onimusha.
È il primo titolo della serie Onimusha. Al protagonista è stato donato il potere degli Oni per permettergli di uccidere i Genma, i principali nemici della serie. Il gioco presenta personaggi reali della storia giapponese, e racconta da capo la storia arricchita da elementi soprannaturali, a partire da Oda Nobunaga, personaggio storico che unificò il Giappone degli stati combattenti e che aprì la strada per il dominio di Hideyoshi Toyotomi e poi Tokugawa Ieyasu verso un governo stabile del Paese. I condottieri di turno hanno infatti stretto un'alleanza con i perfidi demoni Genma, in genere allo scopo di conquistare il mondo; la loro spettacolare e rapida ascesa al potere è dunque spiegata in questo modo.
Onimusha: Warlords combina elementi del gameplay dei picchiaduro in terza persona e dei rompicapo, insieme a caratteristiche dei videogiochi di ruolo. Ciò che caratterizza il gioco è il sistema di power-up degli oggetti, che avviene attraverso l'assorbimento di anime dai nemici sconfitti; questo permette di recuperare salute, accumulare potere da infondere nelle armi e nelle armature per ottenerne di più potenti, e recuperare magia per l'attacco speciale di ciascuna arma, dal secondo gioco della serie in poi anche per trasformarsi in un onimusha.

## Modalità di gioco
Il gameplay di Onimusha: Warlords si rifà a quello del capostipite dei survival horror di Capcom, Resident Evil. In Onimusha: Warlords, il giocatore veste i panni di un esperto spadaccino che, con l'aiuto del Guanto degli Oni fin dai primi capitoli della serie, stermina diversi guerrieri delle schiere demoniache durante gli anni di declino del periodo degli Stati in Guerra nel Giappone feudale.
Il giocatore controlla il suo personaggio attraverso il d-pad (i giochi successivi, Demon Siege e Dawn of Dreams, hanno introdotto l'uso dello stick analogico) e procede in maniera lineare.  I personaggi tendono a muoversi lentamente, e l'unico incremento di velocità consiste nel premere due volte in una direzione per scattare. I personaggi non possono eseguire azioni basilari che vengono date per scontate in altri giochi d'azione, come saltare o aggrapparsi a sporgenze. Le avventure hanno luogo in una vasta gamma di ambientazioni, che spaziano dalle stanze di un castello ad una radura.
Al contrario di Resident Evil (con l'eccezione di Resident Evil 4), Onimusha è un gioco in cui i combattimenti assumono un ruolo centrale. Questo ha contribuito a far uscire il franchise dal genere del survival horror, rendendolo un gioco d'azione con alcune componenti horror. Il giocatore ha a disposizione varie armi, a partire dalla katana regolare fino ad arrivare agli spadoni dotati di magia elementale. Il giocatore, tuttavia, possiede una quantità limitata di energia spirituale che può essere usata per gli attacchi magici. Questi attacchi, i quali variano in base all'arma equipaggiata, possono diventare man mano più potenti potenziandoli con le anime dei nemici sconfitti. In questo modo, il giocatore diventa sempre più forte avvicinandosi alla conclusione del gioco.

## Guanto degli Oni
Centrale nei primi tre capitoli del franchise di Onimusha e, in una certa misura, anche nel quarto capitolo, Questo è il Guanto che fu donato a Samanosuke Akechi in Onimusha: Warlords e fu creato durante il consiglio dei 12 spiriti Oni. Il Guanto assorbe le anime, dà il potere alle armi di Samanosuke e cambia il colore del globo al suo interno a seconda dell'elemento equipaggiato, permettendo anche di effettuare un Risveglio Oni.
La parentela mistica di Yagyu Jubei attraverso Takajou gli permette di usare il potere degli Oni senza avere bisogno del guanto. Questo si ripete anche con Soki, che si rivela essere la reincarnazione del Dio delle Tenebre. Dall'altro lato, Samanosuke e Jacques hanno entrambi il guanto degli Oni, ma Jacques ha una trasformazione inferiore a quella di Samanosuke. ciò può essere causato dal fatto che Samanosuke è stato prescelto dai 12 spiriti degli Oni, mentre a Jacques è stato garantito il potere da solo uno di essi.
Nel terzo gioco, Samanosuke è stato spedito nell'odierna Parigi; il suo guanto è tornato all'originale colore bluastro, mentre tutte le sue armi (Raizan, Enryuu and Shippuu) sono andate perdute con il trasferimento in un'altra epoca. Ad ogni modo, egli è in grado di ripristinare il suo vecchio potere riassorbendo anime, guadagnando nuove armi chiamate Tenso(due spade gemelle con il potere della luce),Kuga(una lunga spada con il potere del vento)e Chigo(una grossa ascia con il potere del magma. Più tardi, egli è in grado di fondere il potere del suo guanto attuale con quello della precedente epoca. Questo gli ha garantito due guanti, permettendogli di raggiungere la forma finale del Guerriero Onimusha o Onimusha rosso.
Dopo aver sconfitto Nobunaga, ha assorbito l'anima del signore dei Genma. Contrariamente alle anime degli altri Genma, questa è di un colore verde scuro, che dà al guanto e al suo globo un colore rosso scuro. Questo sta a simboleggiare che il Guanto è stato utilizzato per confinare l'anima del signore dei Genma. Questa è anche la ragione per la quale egli aveva bisogno di nascondere il Guanto.  Anni dopo, quando il Dio delle Tenebre si è reincarnato in Soki, Samanosuke ha perso molti dei suoi poteri di Onimusha e il Guanto degli Oni ha perso tutto il suo potenziale, cambiando i suoi capelli in grigio dopo aver perso parte del potere mistico degli Oni. Il solo potere rimasto nel Guanto degli Oni era quello del signore dei Genma, Nobunaga.
Nel quarto gioco, Tenkai/Samanosuke ha utilizzato questo potere contro l'armata dei Genma e ha effettuato un Risveglio Oni, prima che il Guanto venisse trasferito a Soki. A quel punto, il potere di Nobunaga è stato sprigionato, nel confronto finale col risorto Fortinbras. Questo Risveglio Oni era il risultato del potere del signore dei Genma, l'unico rimasto nel guanto; questo spiega perché non si è in grado di usare le stesse mosse dei giochi precedenti.

## Onimusha vs. il Signore dei Genma
Un altro punto focale della serie consiste nel confronto tra l'Onimusha e il Signore dei Genma. Entrambi i personaggi sono due poli opposti e rappresentano il confronto tra i Genma e il Clan degli Oni.
Nel quarto gioco, viene svelato che il Dio della Luce ha creato i Genma, e il Dio delle Tenebre gli Oni. Il Dio della Luce, Fortinbras, era il signore dei Genma nonché principale nemico in Onimusha: Warlords, con Oda Nobunaga che aveva un ruolo molto più marginale. Dopo la sconfitta di Fortinbras, la sua essenza è stata passata a Nobunaga, che è così diventato il nuovo Signore dei Genma. Dopo la sconfitta di Nobunaga, Hideyoshi avrebbe dovuto essere usato come contenitore per Fortinbras. Il Dio delle Tenebre fu invece il primo Oni, e ogni nuovo Onimusha era colui che incarnava il suo potere. Nel secondo gioco, Yagyu Jubei è stato in grado di usare cinque speciali sfere create dagli Oni per diventare l'Onimusha. Quando Jubei ha attivato il Risveglio degli Oni, è stato in grado di lanciare raggi di luce.
Questa abilità veniva attivata in questa forma dell'Onimusha di Jubei attraverso un cannone formatosi sul suo braccio sinistro. Nel terzo gioco, viene svelato che Samanosuke aveva bisogno dei due Guanti per diventare il prossimo Onimusha. Questo è il motivo per cui a Jacques viene donato un secondo guanto. Tuttavia, il guanto di Jacques viene impiegato per riportare in vita suo figlio, ferito mortalmente durante gli eventi di Onimusha 3: Demon Siege.
Ad ogni modo, Samanosuke viene trasportato via dagli Oni dopo la morte del Samanosuke dell'altra epoca per mano di Nobunaga. Combinando il Guanto in suo possesso con quello di questo Samanosuke, è stato in grado di trasformarsi nel prossimo Onimusha. Questa versione dell'Onimusha ha un Guanto su entrambe le mani ed è in grado di assorbire le anime tramite un globo nel suo torace. Nel quarto gioco, viene svelato che Soki, diversamente dagli altri Onimusha, era una reincarnazione dell'onnipotente Dio delle Tenebre. Da qui il titolo di "Oni Nero". Per poter attivare la trasformazione finale dell'Onimusha, Soki risveglia il potere imprigionato di Nobunaga, il defunto Signore dei Genma, che era custodito nel Guanto degli Oni di Tenkai. Nella sua forma di Onimusha, Soki indossa un'armatura splendente con colori scuri sotto di essa, mentre si scaglia in volo per affrontare Fortinbras (che, successivamente, nella sua vera forma ha aspetto umano e indossa semplicemente un abito bianco occidentale).

## Remastered
Capcom ha annunciato una remaster per PlayStation 4, Xbox One, Nintendo Switch e Microsoft Windows, pubblicata in Giappone il 20 dicembre 2018 e nel resto del mondo il 15 gennaio 2019. L'edizione, oltre ad una grafica in alta definizione ha apportato anche varie migliorie al gameplay. Tuttavia la colonna sonora è stata completamente ricomposta a causa di una controversia col compositore originale Mamoru Samuragōchi.

## Anime
Un adattamento anime è stato pubblicato su Netflix il 2 novembre 2023.